# Io non vedo, tu non parli, lui non sente
Io non vedo, tu non parli, lui non sente è un film del 1971 diretto da Mario Camerini al suo penultimo film. Si tratta del remake del film Crimen, diretto dallo stesso Camerini nel 1960 ed interpretato da Alberto Sordi, Nino Manfredi, Vittorio Gassman, Silvana Mangano e Franca Valeri.

Uno scatto di scena sul set del film.